# Pierre Chambon
Pierre Chambon (Mulhouse, 7 de fevereiro de 1931) foi um geneticista francês.